# Willem Hendrik Bik
Willem Hendrik Bik (Pontianak, 27 augustus 1880 - Den Haag, 21 november 1918) was een Nederlands kunstenaar, tekenonderwijzer en medeoprichter van het tekeninstituut Bik & Vaandrager.
Bik is de zoon van Johannes Hendricus Bik (1849-1907) en Maria Helena Veenhuyzen (1854-1915) en is familie van de kunstenaarbroers Adrianes Johannes en Jannus Theodorus Bik.
In 1911 trouwde hij met Maria Catharina van Aken (1884-1961). Het jaar daarop kreeg het echtpaar een dochtertje, Marianne (1912-1992).
In 1906 richtten Bik samen met zijn zuster Maria Helena Bik (1882-1967) en zijn zwager Jan Vaandrager (1882-1956) het tekeninstituut Bik & Vaandrager op aan de Galileistraat 2A in Den Haag.
Aan het instituut konden de M.O en L.O aktes in tekenen worden behaald, daarnaast werd er schilderen en kunstnijverheid gedoceerd. Tegelijkertijd was Bik assistent handtekenen en decoratieve kunst aan de Technische Hoogeschool in Delft. Bik was een geoefend tekenaar en etser, zijn werk is gedetailleerd en realistisch. Vaak voorkomende onderwerpen waren portretten, diervoorstellingen en landschapsgezichten.
Bik heeft les gegeven aan meerdere later bekend geworden kunstenaars: Sara Bisschop, Willem Schrofer, Carl van Niekerk, Anton en Henri Pieck, Marinus Schipper, Jan Giesen en Johan D. Scherft.
Op 21 november 1918 is Bik overleden aan de Spaanse griep. Hij werd begraven op begraafplaats Oud Eik en Duinen. Het tekeninstituut heeft tot 1922 door bestaan.

## Galerij

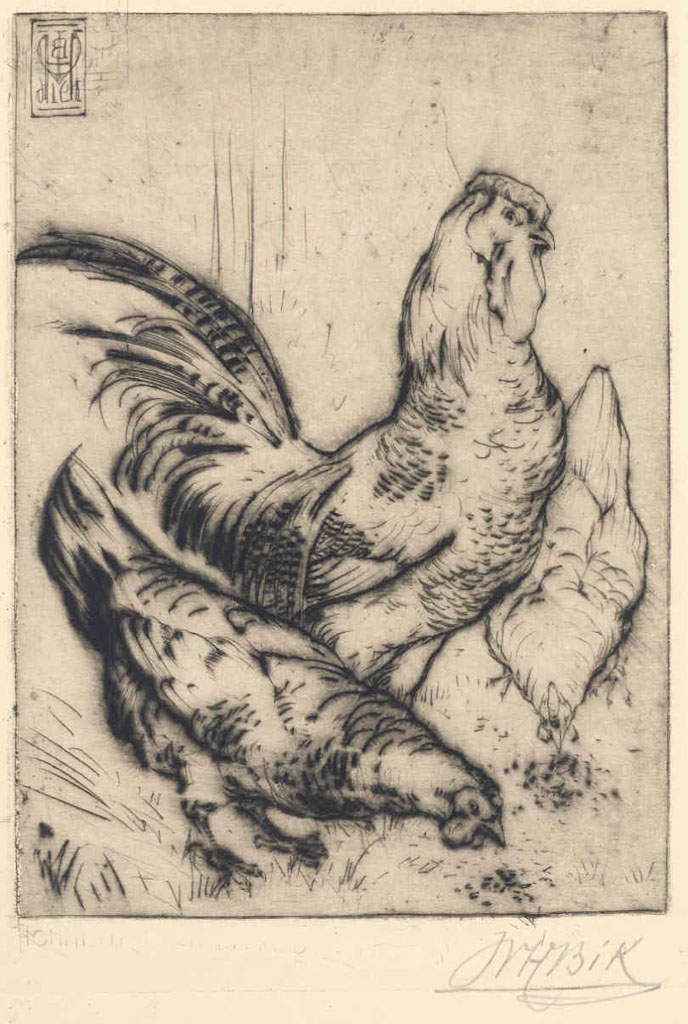
Een haan en twee kippen, ets, 1916. Universitaire Bibliotheken Leiden
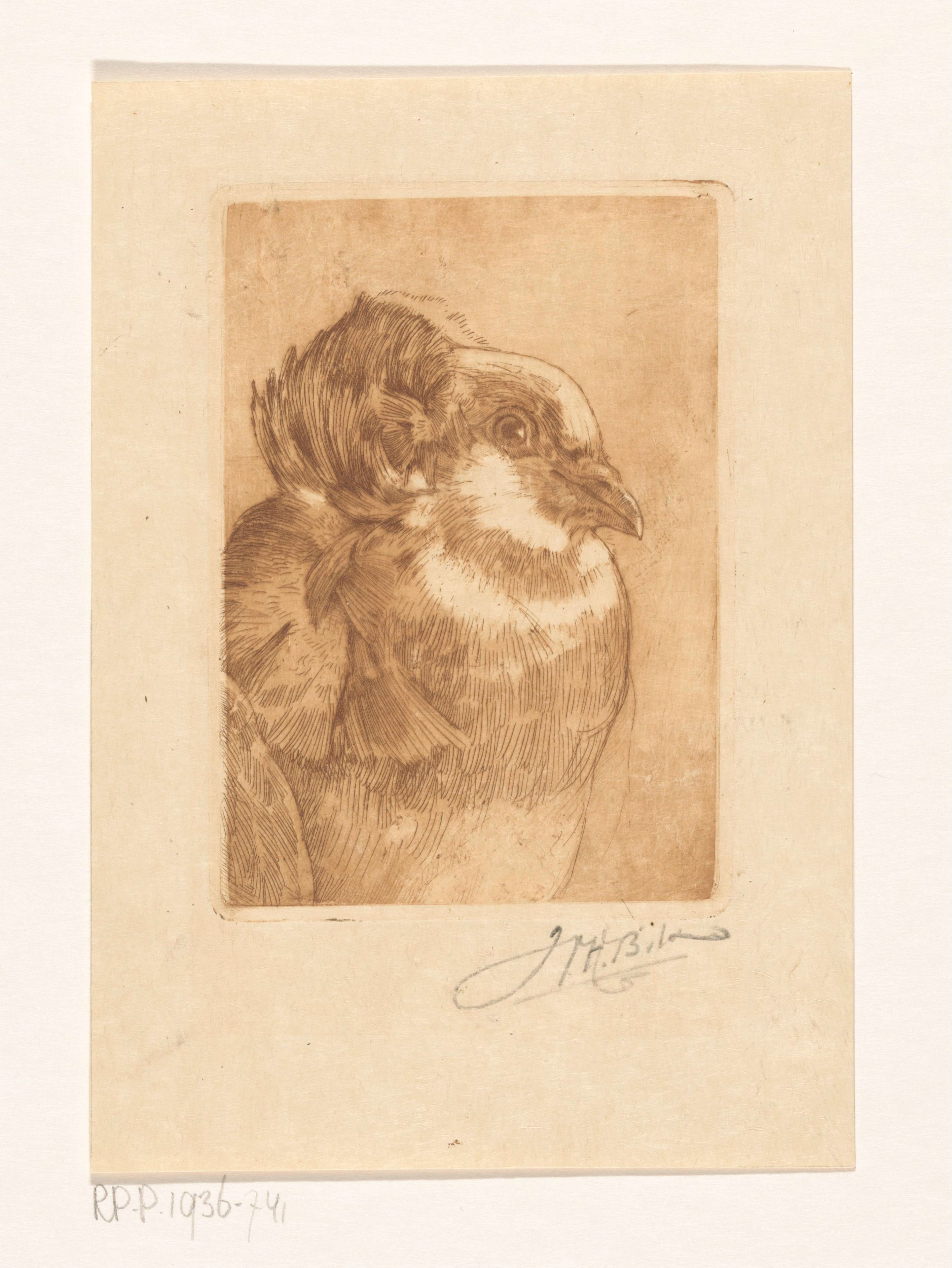
Studie van een duif, ets. Rijksmuseum
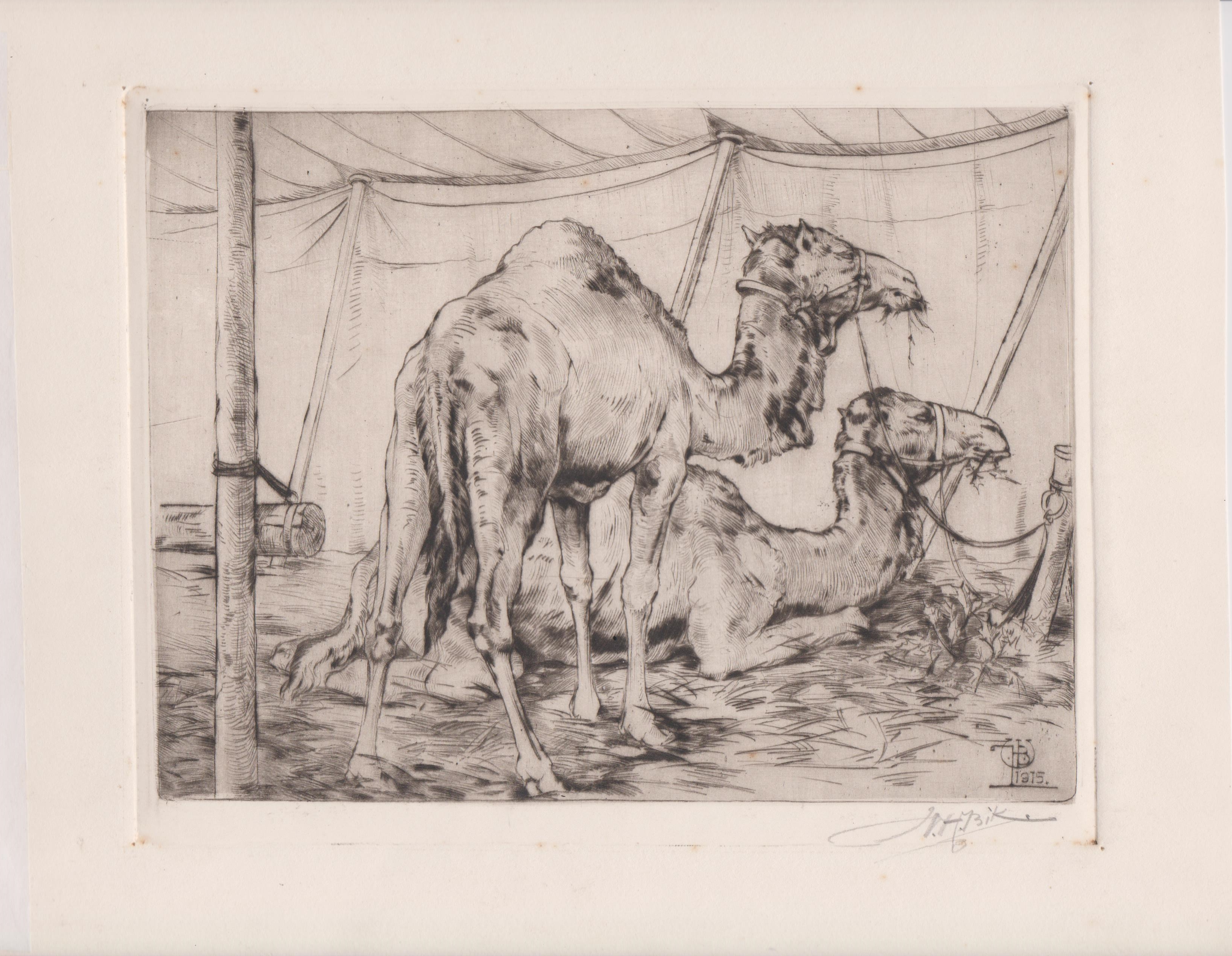
Kamelen, ets, 1917. Particulier bezit
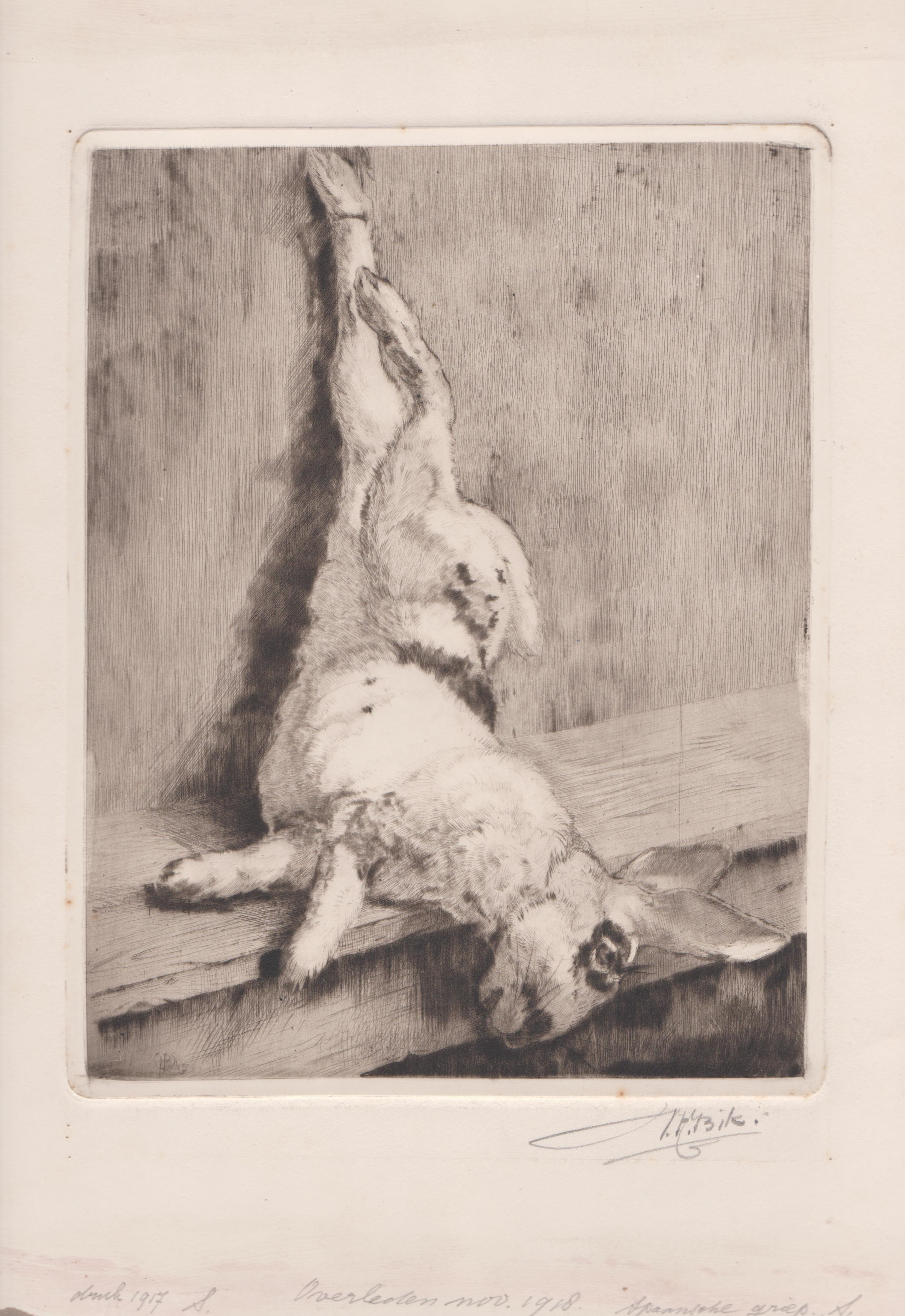
Studie van een konijn, ets, 1917. Aantekening van J.D. Scherft: 'overleden nov. 1918 - Spaanse Griep'. Particulier bezit